# Бальдред (король Кента)
Бальдред (англ. Baldred) — король Кента (823—825).
Бальдред был последним независимым королём Кента. Около 825 года он отказался подчиняться правителю Уэссекса Эгберту и был изгнан им из королевства.

## Образ в кино
- «Викинги» (2013—2015) — Ирландия, Канада; Бальдред показан под именем «Больгред». Роль исполнил Аарон Монахэн.